# Dreiband-Weltmeisterschaft 1938

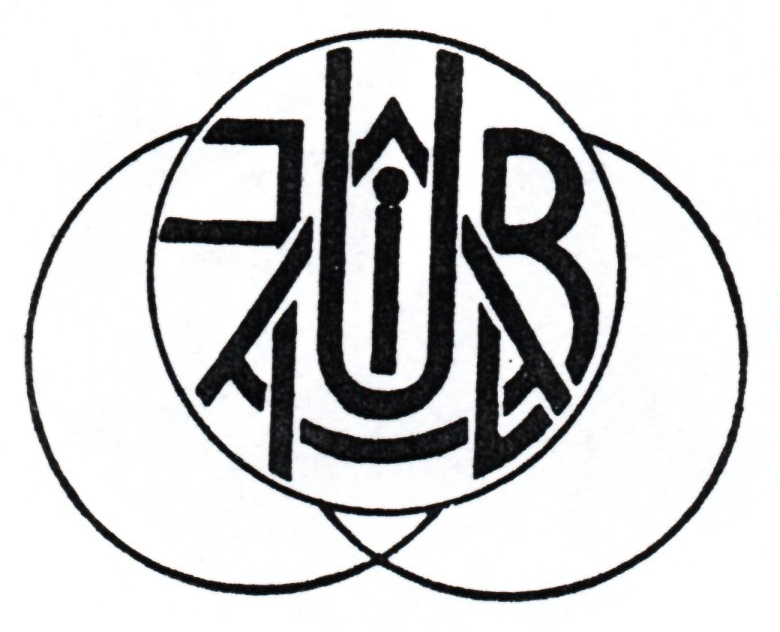
Logo UIFAB (ausrichtender Verband)

Veranstaltungsort: Buenos Aires

Die Dreiband-Weltmeisterschaft 1938 war das elfte Turnier in dieser Disziplin des Karambolagebillards und fand vom 14. bis zum 25. September 1938 in Buenos Aires statt. Es war die erste Dreiband-Weltmeisterschaft in Südamerika und die letzte vor dem Zweiten Weltkrieg. Somit fiel die geplante Weltmeisterschaft 1939 in Straßburg aus.

## Geschichte
Argentinien hatte sich 1937 der UIFAB angeschlossen und richtete 1938 die Weltmeisterschaft aus. Es gab zu dieser Zeit viele gute Billardspieler in Argentinien. Somit gewann mit Augusto Vergez auch ein Argentinier den Titel mit zwei neuen Weltrekorden. Den Gesamtdurchschnitt (GD) schraubte er auf 0,884 und den Einzeldurchschnitt (BED) zusammen mit dem Deutschen August Tiedtke auf 1,162. Das Turnier fand in einem Theater statt, in dem 2.000 Zuschauer Platz hatten. Die Gesamtzuschauerzahl wurde mit 15.000 beziffert.

## Modus
Gespielt wurde in einer Finalrunde „Jeder gegen Jeden“ bis 50 Punkte.

## Abschlusstabelle

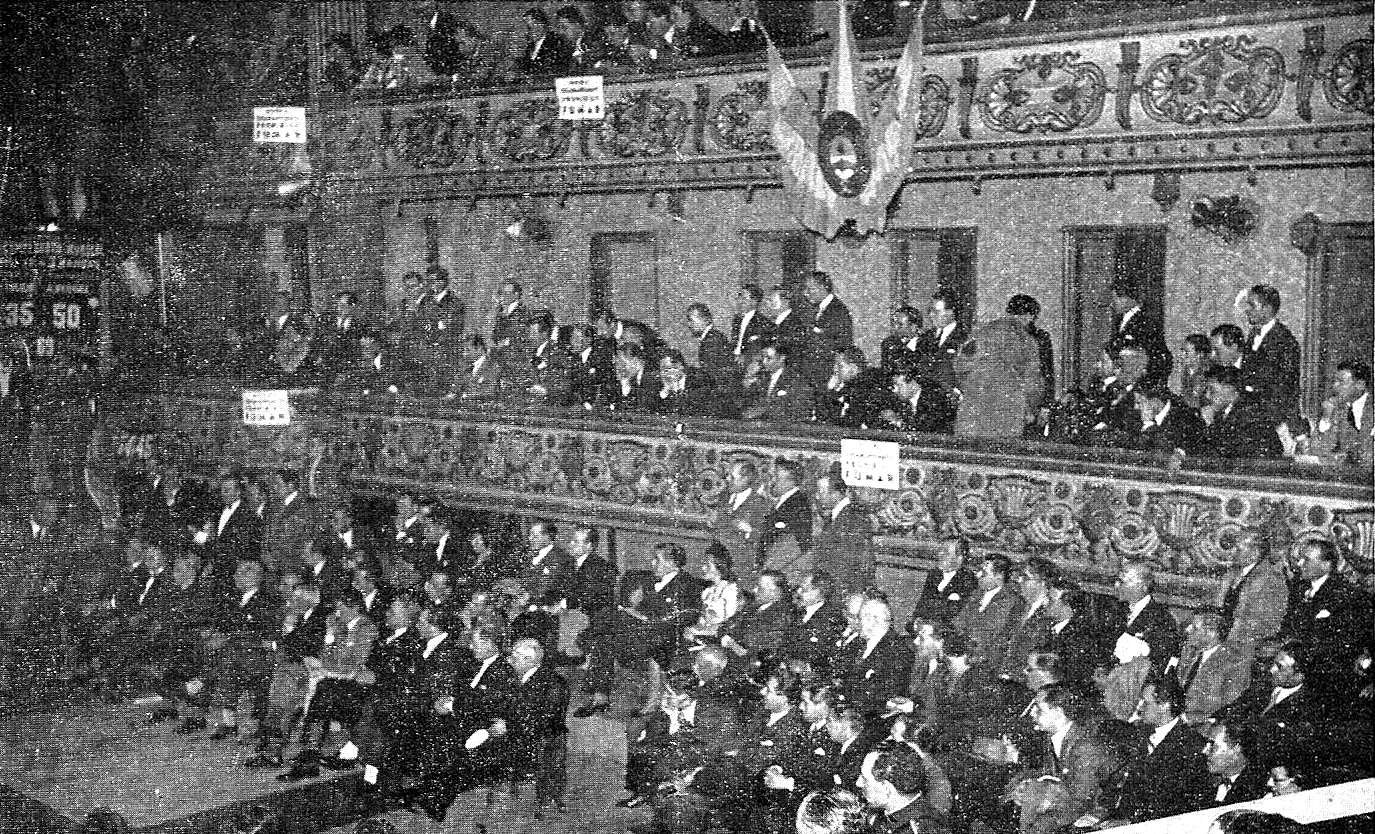
Blick in den Spielsaal des „Theater Maravillas“

| MP    | Match Points (Sieger = 2; Unentschieden = 1; Verlierer = 0) |
| Pkte. | Erzielte Karambolagen                                       |
| Aufn. | Benötigte Versuche                                          |
| GD    | Generaldurchschnitt                                         |
| BED   | Bester Einzeldurchschnitt eines Spielers                    |
| HS    | Höchstserie                                                 |
|       | Bester GD des Turniers                                      |
|       | Bester ED des Turniers                                      |
|       | Beste HS des Turniers                                       |
|       | 1. Platz (Gold)                                             |
|       | 2. Platz (Silber)                                           |
|       | 3. Platz (Bronze)                                           |

| Platz                      | Name                  | MP   | Pkte. | Aufn. | GD    | BED     | HS |
| -------------------------- | --------------------- | ---- | ----- | ----- | ----- | ------- | -- |
| 1                          | Augusto Vergez        | 18:0 | 450   | 509   | 0,884 | 1,162   | 7  |
| 2                          | Jean Francisco Vergez | 14:4 | 405   | 598   | 0,677 | 1,020   | 8  |
| 3                          | Alfred Lagache        | 12:6 | 419   | 562   | 0,745 | 1,136   | 12 |
| 4                          | Carlos Friedenthal    | 10:8 | 422   | 627   | 0,673 | 0,0,769 | 7  |
| 5                          | Enrique Miró          | 10:8 | 426   | 650   | 0,655 | 0,909   | 6  |
| 6                          | August Tiedtke        | 8:10 | 392   | 588   | 0,666 | 1,162   | 6  |
| 7                          | Emile Zaman           | 8:10 | 386   | 609   | 0,633 | 0,746   | 6  |
| 8                          | José Iglesiaz-Diaz    | 6:12 | 335   | 674   | 0,497 | 0,684   | 6  |
| 9                          | Jacques Davin         | 2:16 | 347   | 556   | 0,624 | 0,909   | 9  |
| 10                         | Daniel Silva Correa   | 2:16 | 342   | 645   | 0,530 | 0,675   | 8  |
| Turnierdurchschnitt: 0,652 |                       |      |       |       |       |         |    |